# إر إم إس موريطنية
إر إم إس موريطنية (بالإنجليزية: RMS Mauretania) كانت عابرة محيط منتظمة بريطانية من تصميم ليونارد بيسكيت وكانت لفترة من الزمن أكبر سفينة في العالم حتى بناء آر إم إس أوليمبيك في 1910، ظلت السفينة في الخدمة حتى سبتمبر 1934 ثم تم تفكيكها في 1935. سميت السفينة بذلك الاسم نسبة إلى دولة موريتانيا.